# Élections municipales espagnoles de 1991
Des élections municipales en Espagne ont lieu le 26 mai 1991.